# Парайнен
Па́райнен (фин. Parainen) или Па́ргас (швед. Pargas) — город и община в Финляндии, в Архипелаговом море, в области Варсинайс-Суоми, в непосредственной близости от города Турку и Каарина.
1 января 2009 года новый город Вестобуланд (швед. Väståboland) или Лянси-Турунмаа (фин. Länsi-Turunmaa) был создан в губернии Западная Финляндия при объединении общин Науво (Нагу), Корппоо (Корпо), Хоутскари, Иниё и упразднённого города  Парайнен. 1 января 2012 года город был переименован в Парайнен.